# Nupserha aterrima
Nupserha aterrima là một loài bọ cánh cứng trong họ Cerambycidae.